# که سونگ-وون
که سونگ-وون (انگلیسی: Ke Seung-woon; ۲۶ دسامبر ۱۹۳۲) بازیکن فوتبال اهل کره شمالی بود.
وی همچنین در تیم ملی فوتبال کره شمالی بازی کرده‌است.